# Crisis mundial
Crisis mundial es una película española de género romántico de 1934, dirigida por Benito Perojo y protagonizada en los papeles principales por Antoñita Colomé y Miguel Ligero.
La película está ambientada principalmente en un lujoso hotel de Suiza, tras el Crac del 29 neoyorkino. Fue un éxito de taquilla, siendo además la primera película española de categoría internacional, pero actualmente se la considera una película perdida.
Fue una sátira del alto mundo financiero, a lo largo de un enredo internacional, entre Madrid y Locarno.

## Sinopsis
Mery Sandoval es una huérfana caprichosa que vive de una manera disparatada. Su tutor le pide austeridad debido a la crisis, pero ella no está por la labor y prefiere seducir a un millonario.

## Reparto
- Antoñita Colomé como Mery
- Miguel Ligero como Pololo
- Ricardo Núñez como Julio Lonaty
- José María Linares-Rivas como Herbert Parker
- Alfonso Tudela como Ferdinando Martini Martinelli
- Laly Cadierno como Vampiresa
- Carlos del Pozo como Gerente del hotel
- Blanca Pozas
- Nicolás Perchicot
- Perico Chicote como Barman
- Francisco Zabala
- Fernando Freyre de Andrade
- Ricardo Muñoz
- Pastora Peña
- Luchy Soto